# 子連れ狼 (高橋英樹版)
『秋の時代劇スペシャル 子連れ狼 冥府魔道の刺客人 母恋し大五郎絶唱!』（じだいげきスペシャル こづれおおかみ めいふまどうのしかくにん ははこいしだいごろうぜっしょう）は、小池一夫・小島剛夕の漫画『子連れ狼』を原作とする高橋英樹主演のテレビ時代劇。1989年10月5日にテレビ朝日系列で時代劇特番として放送された。
映画『子連れ狼』（若山富三郎版）で、主人公・拝一刀を演じた若山富三郎が、一刀の宿敵・柳生烈堂を演じるということで話題となった。結末は原作や『子連れ狼』（萬屋錦之介版）とは異なり、最後は一刀が烈堂を倒し、烈堂は自害して果てている。

## 主なキャスト
- 拝一刀：高橋英樹
- 拝大五郎：饗場光史
- 柳生烈堂：若山富三郎
- 将軍：中条きよし
- あざみ：由紀さおり
- お菊：梶芽衣子
- おとし：夏木マリ
- 黒鍬小夜丸：池畑慎之介
- 飛甚左：ガッツ石松
- 長山洋子
- 中尾彬
- 苅谷俊介
- 鹿内孝
- 本田博太郎
- 久富惟晴
- 横光克彦
- 加藤純平
- 森永奈緒美
- 有川正治
- 木谷邦臣
- 峰蘭太郎
- 根岸一正
- 曽根晴美
- 深江章喜
- ナレーション：名古屋章

ほか

## スタッフ
- 監督：田中徳三
- 脚本：志村正浩
- プロデューサー：斎藤頼照、伊藤彰将、田中憲吾、杉崎保
- 音楽：横山菁児
- 製作：東映、テレビ朝日